# 12327 Terbrüggen
12327 Terbrüggen là một tiểu hành tinh vành đai chính với chu kỳ quỹ đạo là 1275.9733683 ngày (3.49 năm).
Nó được phát hiện ngày 21 tháng 9 năm 1992.